# وانگ سو
وانگ سو (انگلیسی: Wang Su؛ متولد ۱۵ مارس ۱۹۸۴) تکواندوکار چینی است.
وی در مسابقات قهرمانی تکواندو جهان ۱۹۹۹ در ادمونتون، با پیروزی بر جونگ جائه-اون، در بازی نهایی، یک مدال طلا در دسته خروس‌وزن (سبک‌وزن) به دست آورد. وی در مسابقات تکواندو قهرمانی آسیا در سال ۲۰۰۰ موفق به کسب مدال نقره شد.